# Exerodonta sumichrasti
Exerodonta sumichrasti är en groddjursart som beskrevs av Brocchi 1879. Exerodonta sumichrasti ingår i släktet Exerodonta och familjen lövgrodor. IUCN kategoriserar arten globalt som livskraftig. Inga underarter finns listade i Catalogue of Life.